# Regent's Park Open Air Theatre
Regent's Park Open Air Theatre es un teatro inglés, ubicado en el Regent's Park, en la Ciudad de Westminster en Londres. El teatro fue fundado en 1932 por Sir Robert Atkins y Sydney Carroll.

## Historia
La cancelación prematura de una obra por parte del dictador italiano Benito Mussolini, dejó al New Theatre en busca de una nueva producción, fue entonces cuando Robert Atkins y Sydney Carroll presentaron Twelfth Night, trasladándola a un improvisado teatro en los jardines del Regent's Park.
En el 2000 y con un costo total de £2 millones, se comenzó la reconstrucción del auditorio y las áreas públicas del teatro.

## El Teatro

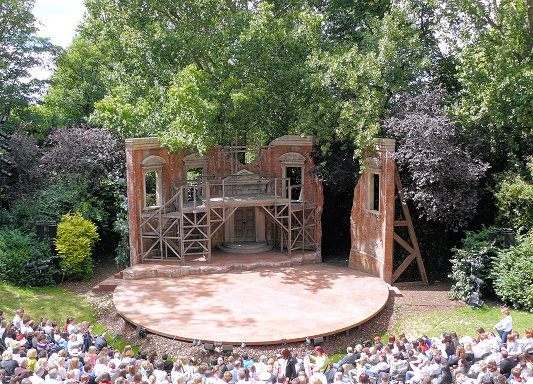
Escenario de Romeo y Julieta en 2008.

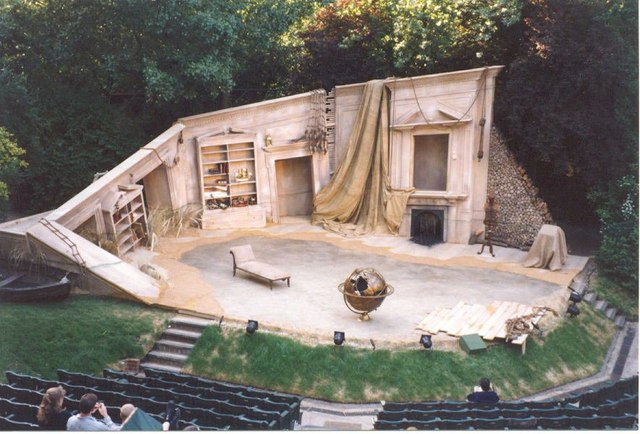
Open Air Theatre en 1996.

Se localiza en el Queen Mary's Gardens dentro del Inner Circle del Regent's Park y está rodeado completamente por áreas verdes; esta completamente al aire libre, el bar es la única área que se encuentra cubierta por las gradas. El teatro alberga una extensa zona para la compañía, el equipo técnico, el vestuario, el departamento de maquillaje, un taller de pintura para la creación y mantenimiento de los escenarios y varias oficinas para el equipo directivo.
El teatro es una organización benéfica registrada, dirigida por Timothy Sheader, Director Artístico y CEO; un consejo de administración el cual es presidido por Robert Davis, contando con la participación también de David Conville, Sir Peter Rogers y Dame Judi Dench.

## Personajes famosos
Algunos actores famosos que han interpretado en el teatro son: Benedict Cumberbatch, Dame Anna Neagle, Sir Robert Helpmann, Vivien Leigh, Sir Michael Gambon, Jeremy Irons, Dame Judi Dench, Richard E. Grant, Natasha Richardson, Ralph Fiennes, Chaim Topol, Martha Wainwright, entre otros.